# Împărăteasa Shōken
Împărăteasa Shōken (昭憲皇后 Shōken kōgō?,  n. 9 mai 1849, Heian-kyō⁠(d), Prefectura Kyoto, Japonia – d. 9 aprilie 1914, Numazu Imperial Villa⁠(d), Prefectura Shizuoka, Japonia), a fost împărăteasa consort a împăratului Meiji al Japoniei. 

## Biografie

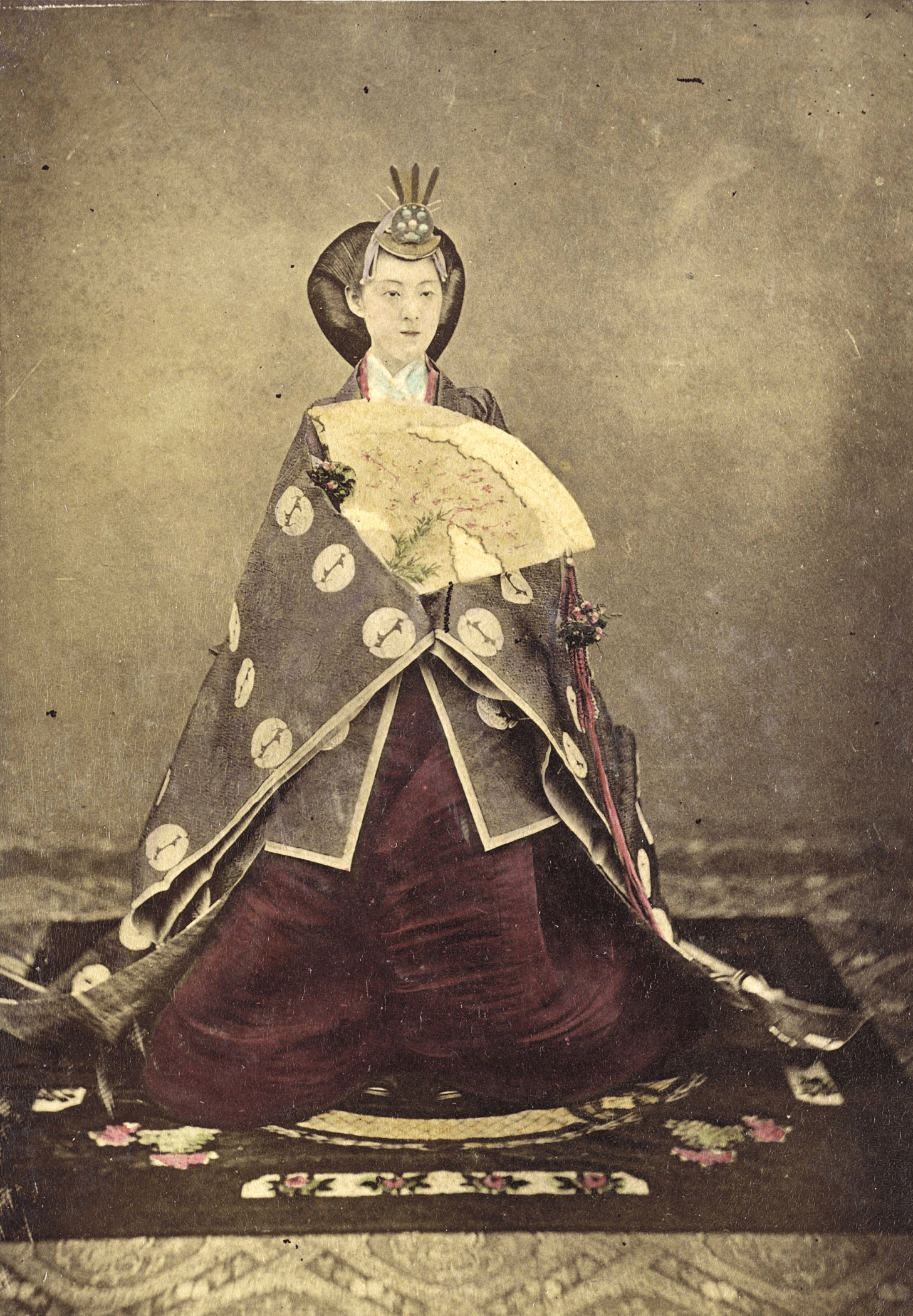
Împărăteasa consort Haruko în 1872

Născută Ichijō Masako (一条勝子?), ea a fost a treia fiică a lui Ichijō Tadaka, fost Sadaijin și șef al familiei Ichijō a clanului Fujiwara. Mama ei a fost fiică a Prințului Fushimi Kuniie.
S-a logodit cu împăratul Meiji la 2 septembrie 1867 și a adoptat numele de Haruko (美子?), care a fost destinat să reflecte frumusețea senină și dimensiunea minionă. Nunta a fost celebrată oficial la 11 ianuarie 1869.
A fost prima împărăteasă consort care a primit titlurile nyōgō și kōgō (literal soția împăratului) în câteva sute de ani.
Deși ea a fost prima împărăteasă japoneză care a jucat un rol public, curând a devenit clar că nu putea avea copii. Împăratul Meiji a avut 15 copii cu cinci concubine oficiale. Haruko l-a adoptat pe Yoshihito, fiul cel mare al soțului ei cu o concubină. Yoshihito a devenit moștenitorul oficial al tronului iar la moartea împăratului Meiji i-a succedat sub numele de împăratul Taishō.